# De tots colors
De tots colors: revista popular va ser una revista popular la qual tractava temes culturals i teatrals, de periodicitat setmanal i publicada a Barcelona entre els anys 1908 i 1913. Es van publicar 291 exemplars: el primer va ser el 3 de gener de 1908 i l’últim el 8 d’agost de 1913.
La revista consistia en un conjunt de setze pàgines de text a dues columnes i 32 de fulletó amb una obra teatral. El seu format era 250x175 mm i era venuda a quinze cèntims.
El títol d’aquesta té el seu origen en l’obra homònima de Narcís Oller anomenada també, De tots colors i publicada al 1888.
De tots colors, a més a més de dedicar-se al teatre i a la cultura, mostrava interessos artístics i literaris més generals.

La revista va tenir col·laboradors provinents de la revista Catalunya com Agustí Calvet, Manuel Folch i Torres, Rafael Marquina, Rossend Serra i Pagés, Josep Maria López-Picó, Florenci Cornet, Vicenç Solé de Sojo, Lluís Manau i Avellanet, Xavier Viura, Carles Riquer, Pere Prat i Gaballí, Amfòs Sans i Rosell, Ramon Surinyac Senties, Josep M. Ballester, Ferran Agulló, Vicenç Caldés i Arús, Jaume dels Domenys, P. Galimany, Josep Lleonart, Josep Granger, Jaume Bofill i Matas, Anton Busquets i Punset, Emili Saleta i Llorens, Josep Penina, entre d'altres. Quant a il·lustradors, la capçalera era dibuixada per Junceda, i també cal destacar les caricatures de Lluís Bagaria per a la secció «Els nostres artistes en caricatura» en la qual va caracteritzar les figures màximes de la literatura catalana en aquell moment com Adrià Gual, Josep Morató, Àngel Guimerà, Santiago Rusiñol, Ignasi Iglésias, Narcís Oller, Josep Pin i Soler, Francesc Matheu o Raimon Casellas. També hi va participar artistes com Joaquim Renart.

La «Biblioteca de Tots Colors» publicava, a més a més del fulletó de la revista, obres de teatre, i al 1910 va començar a donar un Suplement de Tots Colors, el qual va sortir per primera vegada el 9 de gener de 1910 i va sumar 44 exemplars fins al 4 de novembre del mateix any. La seva finalitat era reunir «una dotzena de volums... vistosos, com ells triats y aportant noms com Apel·les Mestres, Víctor Català, Narcís Oller, Joaquim Ruyra, Joan Maragall, etc.»[1]. En aquests, van ser publicades les obres «La malvestat d’Oriana» i les «Pirinenques» de Joan M. Guash, entre d'altres. El format d’aquest Suplement era 212x132 mm, i vuit pàgines a dues columnes, més les 16 del fulletó.

## Història
De tots colors: revista popular va sorgir al segle xx. La primera publicació va ser el 3 de gener de 1908, a Barcelona. El primer número té a la portada una fotografia en blanc i negre del pintor Manuel Benedito de l'exposició d’autoretrats.
La revista va néixer durant el ressorgiment del Noucentisme al segle xx, concretament l’any 1906 (després de la dissolució del Modernisme). A més a més, aquest magazín va aparèixer en un moment en què la premsa catalana es va convertir en un mitjà de comunicació de masses amb la proliferació de capçaleres. Es nascuda durant l’anomenada edat d’or que comprèn des de 1890 i 1920, període en el qual es van consolidar els diaris que adoptaven els conceptes moderns d’objectivitat i imparcialitat.
La redacció, al principi de la seva creació, es trobava al Passatge Mercader, 10, però l’últim any es va traslladar al carrer Mitjà de Sant Pere, 57. Tenia impremta pròpia (la del seu propietari Bartomeu Baixaries, al mateix Passatge Mercader)
El director de la revista va ser Pompeu Crehuet i, el propietari i editor de la mateixa, Bartomeu Baixarias, tot i que, al 1908 a partir de la publicació número 23, la capçalera la va començar a realitzar Joan Junceda. La tardor del 1911, Bartomeu Baxarias va deixar el seu càrrec per posar-se al capdavant del Sindicat d’Autors Dramàtics Catalans. El seu lloc el va ocupar Joan Oller i Rabassa, el pare de Narcís Oller.
Amb la publicació de l’últim follet número 291, publicat el 8 d’agost de 1913 amb el subtítol de «ULTIM FOLLETI de GENT D’ARA», es va arribar al final de De tots colors: revista popular. No hi ha indicis de quin va ser el motiu pel qual ja no es van treure més edicions. A més a més, el format d’aquesta no va canviar i, l’últim número va tenir les mateixes seccions que les anteriors publicacions.

## Contingut
De tots colors va ser, en bona part, un aixopluc i una plataforma per difondre un gran gruix dels futurs pròcers del noucentisme i la seva principal voluntat es basava en divulgar la promoció de les traduccions teatrals.
Cada publicació tenia 16 pàgines, les quals estaven dividides en diferents seccions: música, teatres, llibres, arts plàstiques i poemes són les més destacables, entre d'altres.
Durant els primers anys de publicació aquesta revista va tenir la sort de tractar dos grans obres: les traduccions catalanes de «Joventut de Príncep», de Wilhelm Meyer-Förster i de «El detectiu Sherlock Holmes» de Conan Doyle. Va ser la primera vegada que es feia en català i va resultar ser tot un èxit. A més a més, també es va publicar el còmic «Gent d’Ara» d'Eduard Coca i Vallmajor, i la majoria de les obres estrenades al Teatre Íntim, d'Adrià Gual.
A més a més, es van traduir obres com: La llàntia de l'odi, de Gabriele d'Annunzio; Magda, de Hermann Sudermann; o La campana submergida, Rosa Brendt, El pobre Enric i L'assumpció de Hannele Mattern, de Gerhart Hauptmann.
A partir del 1910 es van publicar uns suplements en format de fulletó relligable amb obres de teatre, novel·la i poesia. En aquests fulletons destaquen obres d'Apel·les Mestres, Narcís Oller, Joaquim Ruyra i Joan Maragall.
La revista es va especialitzar en l'edició d’aquests fulletons, els quals es van publicar més endavant en format llibre a la «Biblioteca de Tots Colors».
Pompeu Crehuet, Adrià Gual, Manuel Folch i Torres, Felip Palma i Juli Vallmitjana, entre d'altres, van ser alguns dels editors de les obres publicades.
Per exemple, Pompeu Crehuet, escrivia crítiques teatrals sota el pseudònim “L’Espill”;  Agustí Calvet, signava amb el pseudònim “Bolva” i era l'encarregat de les crítiques teatrals i musicals; Joan Oller i Rabassa escrivia crítiques de llibres amb el pseudònim “Atxa” i, Manuel Crehuet signava “Alegria” les seves proses dialogades.

## Ideologia
La revista no mostra cap ideologia clara i centrada en cap dels seus números publicats. La seva intenció i el seu fi era principalment mantenir la població entretinguda i d’alguna manera culturitzar-la. Ho feia per mitjà d’articles que tractaven des de temes de música fins a arts plàstiques, passant també pel teatre i les arts plàstiques.